# Comisaría 4.ª Mar del Plata
Comisaría 4a. Mar del Plata fue un centro clandestino de detención que funcionó entre los años 1976 y 1983 durante el terrorismo de Estado  en la República Argentina en el autodenominado Proceso de Reorganización Nacional. Estaba ubicado en la calle Chile esquina Alberti de la ciudad de Mar del Plata, Provincia de Buenos Aires.